# Bernardo Verbitsky
Bernardo Verbitsky foi um escritor e jornalista, (22 de novembro de 1907 - 15 de março de 1979). Ele é o pai do renomado jornalista Horacio Verbitsky.
Escreveu os seguintes romances e contos :
•É difícil começar a viver 
•Significado de Stefan Zweig
•Naqueles anos 
•Café dos anjos
•A pequena família
•Ruas de tango
•Um namoro
•Arthur Miller Theatre
•A Terra é azul